# Ampelocissus acapulcensis
Ampelocissus acapulcensis är en vinväxtart som först beskrevs av Carl Sigismund Kunth, och fick sitt nu gällande namn av Jules Émile Planchon. Ampelocissus acapulcensis ingår i släktet Ampelocissus och familjen vinväxter. Inga underarter finns listade i Catalogue of Life.